# Screen Actors Guild Award for Outstanding Performance by a Male Actor in a Drama Series
Screen Actors Guild Award for Outstanding Performance by a Male Actor in a Drama Series er en award, som uddeles af Screen Actors Guild for at ære den flotteste skuespiller-præsentation, som bedste mandlige skuespiller i et TV-drama.

## Vindere og nominerede

### 1990'erne
1994: Dennis Franz – NYPD Blue
- Hector Elizondo – Chicago Hope
- Mandy Patinkin – Chicago Hope
- Tom Skerritt – Picket Fences
- Patrick Stewart – Star Trek: The Next Generation

1995: Anthony Edwards – ER
- George Clooney – ER
- Dennis Franz – NYPD Blue
- Jimmy Smits – NYPD Blue
- David Duchovny – The X-Files

1996: Dennis Franz, NYPD Blue
- George Clooney – ER
- Anthony Edwards – ER
- Jimmy Smits – NYPD Blue
- David Duchovny – The X-Files

1997: Anthony Edwards – ER
- Sam Waterston – Law & Order
- Dennis Franz – NYPD Blue
- Jimmy Smits – NYPD Blue
- David Duchovny – The X-Files

1998: Sam Waterston – Law & Order
- Anthony Edwards – ER
- Dennis Franz – NYPD Blue
- Jimmy Smits – NYPD Blue
- David Duchovny – The X-Files

1999: James Gandolfini – The Sopranos
- Dennis Franz – NYPD Blue
- Jimmy Smits – NYPD Blue
- Martin Sheen – The West Wing
- David Duchovny – The X Files

### 2000'erne
2000: Martin Sheen – The West Wing
- Anthony Edwards – ER
- Timothy Daly – The Fugitive
- Dennis Franz – NYPD Blue
- James Gandolfini- The Sopranos

2001: Martin Sheen – The West Wing
- Richard Dreyfuss – The Education of Max Bickford
- Dennis Franz – NYPD Blue
- Peter Krause – Six Feet Under
- James Gandolfini – The Sopranos

2002: James Gandolfini – The Sopranos
- Kiefer Sutherland – 24 timer
- Treat Williams – Everwood
- Michael Chiklis – The Shield
- Martin Sheen – The West Wing

2003: Kiefer Sutherland – 24 timer
- Treat Williams – Everwood
- Peter Krause – Six Feet Under
- Martin Sheen – The West Wing
- Anthony LaPaglia – Without a Trace

2004: Jerry Orbach – Law & Order (posthumous)
- Kiefer Sutherland – 24 timer
- Hank Azaria – Huff
- James Gandolfini – The Sopranos
- Anthony LaPaglia – Without a Trace

2005: Kiefer Sutherland – 24 timer
- Ian McShane – Deadwood
- Patrick Dempsey – Grey's Anatomy
- Hugh Laurie – House
- Alan Alda – The West Wing

2006: Hugh Laurie – House
- Kiefer Sutherland – 24 timer
- James Spader – Boston Legal
- Michael C. Hall – Dexter
- James Gandolfini – The Sopranos

2007: James Gandolfini – The Sopranos
- Michael C. Hall – Dexter
- Jon Hamm – Mad Men
- Hugh Laurie – House
- James Spader – Boston Legal

2008: Hugh Laurie – House
- Michael C. Hall – Dexter
- Jon Hamm – Mad Men
- William Shatner – Boston Legal
- James Spader – Boston Legal

2009 – Michael C. Hall – Dexter
- Simon Baker – The Mentalist
- Bryan Cranston – Breaking Bad
- Jon Hamm – Mad Men
- Hugh Laurie – House

### 2010'erne
2010 – Steve Buscemi – Boardwalk Empire som Nucky Thompson
- Bryan Cranston – Breaking Bad som Walter White
- Michael C. Hall – Dexter som Dexter Morgan
- Jon Hamm – Mad Men som Don Draper
- Hugh Laurie – House som Gregory House

2011 – Steve Buscemi – Boardwalk Empire som Nucky Thompson
- Patrick J. Adams – Suits som Mike Ross
- Kyle Chandler – Friday Night Lights som Eric Taylor
- Bryan Cranston – Breaking Bad som Walter White
- Michael C. Hall – Dexter som Dexter Morgan